# Elena Croce
Elena Croce   (Nàpols, 3 de febrer de 1915 - Roma, 20 de novembre de 1994) va ser una traductora, escriptora i ambientalista italiana.

## Biografia
Filla primogènita de Benedetto Croce i Adele Rossi, es va graduar en jurisprudència amb vint anys d'edat, el 1935, amb una tesi sobre el Parlament d'Aragó. Va començar a treballar com a germanista, traduint autors alemanys. El 1937 es va casar amb Raimondo Craveri, amb qui va tenir dos fills, Piero i Benedetta Craveri. Amb motiu del seu casament, el poeta Achille Geremicca, amic de família, va compondre una antologia de versos.
Es va traslladar a Roma quan va finalitzar la Segona Guerra Mundial, i entre el 1948 i el 1955 va compartir amb el seu marit la direcció de la revista literària «Lo Spettatore Italiano», mentre la seva sala d'estar començava a estar plena de «joves cosmopolites», de estudiosos, escriptors, artistes i personatges de prestigi, tant europeus com estatunidencs.
A ella es deu, entre d'altres, el reconeixement de la novel·la de Giuseppe Tomasi di Lampedusa, El Gattopardo, el manuscrit del qual havia estat rebutjat per l'editor de Mondadori, i que havia estat menyspreat pel crític Elio Vittorini, de l'editorial Einaudi. Croce ho va recomanar al seu amic Giorgio Bassani, que el va fer publicar en edicions Feltrinelli el 1958. Durant aquells anys, Elena Croce, juntament amb les seves traduccions, va escriure assajos i memòries.
Preocupada pel medi ambient i l'ecologisme, el 1956 va fundar, juntament amb altres intel·lectuals com Giorgio Bassani o Umberto Zanotti Bianco, l'associació Italia Nostra. El volum La lunga guerra per l'ambiente documenta la seva reivindicació del Parc nacional dels Abruços, Laci i Molise el 1979. Va denunciar sovint als diaris nacionals la incúria i l'abandonament mediambiental a Itàlia, especialment al diari Il Globo durant la direcció de Mario Pirani, sovint en col·laboració amb Muzi Epifani.

## Principals obres

### Assaigs i memòries
- Croce, Elena. Poeti e scrittori tedeschi dell'ultimo Settecento (en italià).  Bari: Laterza, 1951.
- Croce, Elena. Romantici tedeschi ed altri saggi (en italià).  Nàpols: Edizioni scientifiche italiane, 1962.
- Croce, Elena; Croce, Alda. Francesco De Sanctis (en italià).  Torí: Utet, 1964.
- Croce, Elena. Leo Longanesi. Un maestro della nostra editoria (en italià).  Roma: Elsinore editrice, 1964.
- Croce, Elena. Lo snobismo liberale (en italià).  Milà: Mondadori, 1964.
- Croce, Elena. Ricordi familiari (en italià).  Florència: Vallecchi, 1962.
- Croce, Elena. L'infanzia dorata (en italià).  Milà: Adelphi, 1966.
- Croce, Elena. Silvio Spaventa (en italià).  Milà: Adelphi, 1969.
- Croce, Elena. In visita (en italià).  Milà: Mondadori, 1972.
- Croce, Elena. La patria napoletana (en italià).  Milà: Mondatori, 1974.
- Croce, Elena. Periplo italiano. Note sui narratori italiani dei primi secoli (en italià).  Milà: Mondadori, 1977.
- Croce, Elena. L'infanzia dorata e ricordi familiari (en italià).  Milà: Adelphi, 1979.
- Croce, Elena. La lunga guerra per l'ambiente (en italià).  Milà: Mondadori, 1979.
- Croce, Elena. Il congedo del romanzo (en italià).  Milà: Mondadori, 1982.
- Croce, Elena. Due città (en italià).  Milà: Adelphi, 1985.
- Croce, Elena. Il romanticismo spagnolo. La splendida eredità di un romanticismo povero (en italià).  Roma: Bulzoni, 1986.

### Traduccions a l'italià
- Scott, Geoffery. L'architettura dell'umanesimo. Contributo alla storia del gusto (en italià).  Bari: Laterza, 1939.
- Vischer, Robert. Raffaello e Rubens. Due saggi di critica d'arte (en italià).  Bari: Laterza, 1945.
- Welles, Summer. Ore decisive (en italià).  Torí: Einaudi, 1945.
- Matthews, Herbert Lionel. I frutti del fascismo (en italià).  Bari: Laterza, 1945.
- Richter, Jean Paul. Fiori, frutti e spine, ossia vita coniugale, morte e nozze dell'avvocato dei poveri F. St. Siebenkas (en italià).  Bari: Laterza, 1948.
- Friedenthal, Richard. Goethe. La vita e i tempi (en italià).  Milà: Mursia, 1966.
- von Hofmannsthal, Hugo. Canto di vita e altre poesie (en italià).  Torí: Einaudi, 1971.
- Mickiewicz, Adam. I sonetti di Crimea e altre poesie (en italià).  Milà: Adelphi, 1977.
- Wieland, Christoph Martin. Oberon. Poema eroico romantico in dodici canti (en italià).  Milà: Rizzoli, 1993.

### Supervisió
- Verdinois, Federigo. Profili letterari e ricordi giornalistici (en italià).  Florència: Le Monnier, 1949.
- Poeti del Novecento italiani e stranieri. Antologia (en italià).  Torí: Einaudi, 1960.
- Croce,, Alda. Narratori meridionali dell'Ottocento (en italià).  Torí: Utet, 1970.
- Croce, Alda. «Lettere di Silvio Spaventa a Benedetto Croce (1883-1892)». A: Un augurio a Raffaele Mattioli (en italià).  Florència: Sansoni, 1970.
- Di Giacomo, Salvatore. Poesie e prose (en italià).  Milà: Mondadori, 1977.